# John Lindley
John Lindley (Catton, cerca de Norwich, Inglaterra (Gran Bretaña), 5 u 8 de febrero de 1799; Turnham Green, Londres (Gran Bretaña), 1 de noviembre de 1865) fue un paleontólogo, naturalista y botánico británico.

## Biografía
Su padre, George Lindley, que regenteaba un jardín-vivero, fue el autor de A Guide to the Orchard and Kitchen Garden (Una guía para huertos y jardines).
Hace sus estudios en la Escuela de Gramática de Norwich y traduce, en 1819, siendo su primera publicación, el Analyse du fruit (El análisis del fruto) del botánico francés Louis Claude Marie Richard (1754-1821). Al año siguiente 1820, publica la Monographia Rosarum donde describe nuevas especies y que él mismo ilustra.
En 1821 contribuyó con dos trabajos: Monographia Digitalium, y Observations on Pomaceae a la Sociedad linneana de Londres.
Se establece poco después en Londres donde trabaja como empleado para John Claudius Loudon (1783-1843) para redactar las partes descriptivas de Encyclopaedia of Plants (Enciclopedia de la Plantas). Durante este trabajo, que publica en 1829, se vuelve un convencido de la superioridad del sistema natural de Antoine Laurent de Jussieu (1748-1836) con relación al sistema empleado por Carlos Linneo (1707-1778).
Su convicción tomó una forma más definida en A Synopsis of British Flora, arranged according to the Natural Order (Una Sinopsis de la Flora Británica, clasificación de acuerdo al Orden Natural) (1829) y en An Introduction to the Natural System of Botany (Una Introducción al Sistema Natural de la Botánica) (1830).
En 1829, Lindley obtiene la cátedra de Botánica en el University College de Londres, puesto que conserva hasta 1860. En 1822, es nombrado secretario de la Sociedad de horticultura. Lindley es laureado de la Royal Medal en 1857.
Lindley da conferencias a partir de 1831 en la Royal Institution y a partir de 1836 en el Jardín Botánico de Chelsea.
Lindley es el autor de numerosas obras y artículos, tanto científicos como vulgarizadores. Contribuye frecuentemente al Botanical Register. Participa en la fundación de la revista Gardener's Chronicle siendo su primer editor. Se ocupa también de la sección consagrada a la horticultura.

## Obra

### Como autor
- Rosarum Monographia (1820)
- Monographia Digitalium (1821)
- Observations on Pomaceae (1821)
- The Encyclopedia of Plants (con John Claudius Loudon, 1829)
- A Synopsis of British Flora, arranged according to the Natural Order (1829)
- An Introduction to the Natural System of Botany (1830)
- An Outline of the First Principles of Horticulture (1832)
- An Outline of the Structure and Physiology of Plants (1832)
- Nixus Plantarum (1833)
- A Natural System of Botany (1836)
- The Fossil Flora of Great Britain (con William Hutton, 1831-1837)
- A Sketch of the Vegetation of the Swan River Colony (1837)
- Flora Medica (1838)
- Theory of Horticulture (1840)
- The Vegetable Kingdom (1846)
- Folia Orchidacea (1852)
- Descriptive Botany (1858)

### Como editor
- The Gardeners' Chronicle (not all volumes were edited by Lindley)
- Edwards's Botanical Register (not all volumes)

### Como traductor
- Observations on the structure of fruits and seeds
  - English translation of Analyse du fruit by Louis Claude Richard (1819)

## Honores

### Epónimos
- (Flacourtiaceae) Lindleya Kunth[1]

- (Rosaceae) Lindleya Kunth[2]

- (Theaceae) Lindleya Nees[3]
- La abreviatura «Lindl.» se emplea para indicar a John Lindley como autoridad en la descripción y clasificación científica de los vegetales.[4]